# Пат Смайт
Пат Смайт (англ. Pat Smythe, 22 листопада 1928 — 27 лютого 1996) — британська вершниця.
Бронзова призерка Олімпійських Ігор 1956 року в командному конкурі.